# Sphoeroides annulatus
Sphoeroides annulatus és una espècie de peix de la família dels tetraodòntids i de l'ordre dels tetraodontiformes.

## Morfologia
- Els mascles poden assolir 44 cm de longitud total.[4][5]

## Hàbitat
És un peix de clima subtropical i associat als esculls de corall que viu entre 0-11 m de fondària.
Es troba al Pacífic oriental: des de Califòrnia (Estats Units) fins a la Província de Pisco (el Perú) i les illes Galápagos.

## Observacions
No es pot menjar, ja que és verinós per als humans.